# Jennifer Lacy
Jennifer Lacy est une joueuse américaine de basket-ball, née le 21 mars 1983 à Agoura Hills (Californie).

## Biographie
Meilleure scoreuse de la West Coast Conference avec Pepperdine, Jennifer Lacy est la première joueuse de la WCC à intégrer la WNBA. 
Non draftée, elle est signée par Phoenix en avril 2006 et remporte le titre WNBA pour sa seconde saison avec le Mercury. Elle est acquise par le Dream lors de la draft d'expansion 2008. Agent libre, elle est signée par le Shock en 2010.
En 2008-2009, elle évolue en Chine à Beijing.
En novembre 2012, elle est agressée par son ancienne amie Chamique Holdsclaw.
Elle commence la saison aux Sparks de Los Angeles (8 rencontres avec 5,5 points et 2,9 rebonds de moyenne) qui rompent son contrat à l'arrivée d'Ana Dabović. Elle signe ensuite avec le Sun du Connecticut début juillet qui rompent alors le contrat de l'ukrainienne Inga Orekhova.

## Clubs
- 2001-2006:  Waves de Pepperdine (NCAA)
- 2006-2007:  Terra Sarda-Mercede
- 2008-2009:  Beijing Shougang
- 2009-2010:  TTT Riga
- 2010-2011:  UMMC Iekaterinbourg
- 2011-2012:  Homend Antakya

Championnat WNBA
- 2006-2007 :  Mercury de Phoenix
- 2008-2009 :  Dream d'Atlanta
- 2014-2014 :  Shock de Tulsa
- 2015 :  Sparks de Los Angeles
- 2015 :  Sun du Connecticut